# Beregovoi (Astracan)
|  | Per a altres significats, vegeu «Beregovoi». |

Beregovoi (en rus: Береговой) és un poble (un possiólok) de l'óblast d'Astracan, a Rússia. Pertany al districte de Volodarski. Segons el cens del 2010 tenia 163 habitants.